# Sarabauïta
La sarabauïta és un mineral de la classe dels sulfurs. El nom prové de la mina de Sarabau (Sarawak, Borneo), la seva localitat tipus.

## Classificació
La sarabauïta es troba classificada en el grup 2.MA.10 segons la classificació de Nickel-Strunz (2 per a Sulfurs i sulfosals (sulfurs, selenurs, tel·lururs; arsenurs, antimonurs, bismuturs; sulfarsenits, sulfantimonits, sulfbismutits, etc.); M per a Oxysulfosals i A per a Oxysulfosals d'àlcalis i alcalins de terres; el nombre 10 correspon a la posició del mineral dins del grup). En la classificació de Dana el mineral es troba al grup 2.13.2.1 (2 per a Sulfurs i 13 per a Oxysulfurs; 2 i 1 corresponen a la posició del mineral dins del grup).

## Característiques
La sarabauïta és un sulfur de fórmula química CaSb103+S₆O10. Cristal·litza en el sistema monoclínic. La seva duresa a l'escala de Mohs és 4. La seva lluïssor és resinosa. Sovint el color més característic és el vermell carmí; la ratlla és de color taronja

## Formació i jaciments
S'ha descrit a Europa, i a l'Àsia. La mina Sarabau es troba dintre del sistema afectat per l'Orogènia Sumatra. La regió està formada per un sistema de falles i articulacions, a través del qual, el fluid hidrotermal responsable de la mineralització de sarabauïta, recobreix la roca de carbonat.